# Jarret Davis
Jarret Davis (sinh ngày 17 tháng 6 năm 1994) là một cầu thủ bóng đá người Belize hiện tại thi đấu cho Verdes FC ở vị trí tiền đạo.
Anh từng là thành viên của Belize tham dự Cúp bóng đá Trung Mỹ 2014, thi đấu 2 trận trước Honduras và El Salvador.

## Sự nghiệp quốc tế

### Bàn thắng quốc tế
Tỉ số và kết quả liệt kê bàn thắng của Belize trước.
| #  | Ngày                | Địa điểm                                      | Đối thủ | Tỉ số | Kết quả | Giải đấu |
| -- | ------------------- | --------------------------------------------- | ------- | ----- | ------- | -------- |
| 1. | 22 tháng 3 năm 2018 | Sân vận động Isidoro Beaton, Belmopan, Belize | Grenada | 2–1   | 4–2     | Giao hữu |